# Confissão (oração)
A Confissão, também chamada pelo seu equivalente em latim, Confiteor, é uma oração da Igreja Católica correntemente utilizada na liturgia e na devoção pessoal dos católicos. A oração da confissão não deve ser confundida com o Sacramento da Confissão, cujo rito contém-na quando do momento da acusação dos pecados ao sacerdote.

## Etimologia
No latim clássico, Confiteor significa literalmente confessar, reconhecer mas no latim eclesiástico significa louvar, glorificar  No caso em questão se usa Confessar, diferentemente do Te Deum onde o mesmo verbo está com o sentido de Glorificar.

## História
O Confiteor é uma oração penitencial onde reconhecemos nossa pecaminosidade e buscamos a misericórdia e o perdão de Deus. Os confiteors fazem parte do cristianismo desde o início. Santo Agostinho nota que era tradicionalmente recitado batendo no peito em sinal de humildade, como é o costume que temos hoje de fazê-lo durante a missa quando é recitado. A oração abaixo é a forma tradicional de oração. Foi parcialmente composto no século VIII e depois adicionado à missa no século XI. O Confiteor em uso no Missal de Paulo VI é uma versão abreviada deste.

## Oração em Latim
Mais usual entre os tradicionalistas, a versão latina diariamente é feita ao deitar-se ou ao confessar-se ao padre.
CONFITEOR Deo omnipotenti,

beatae Mariae semper Virgini, 
beato Michaeli Archangelo, 
beato Ioanni Baptistae, 
sanctis Apostolis Petro et Paulo, 
omnibus Sanctis, (et vobis fratres/pater)
quia peccavi nimis cogitatione, 
verbo et opere: 
mea culpa, mea culpa, mea maxima culpa. 
Ideo precor beatam Mariam semper Virginem,
beatum Michaelem Archangelum, 
beatum Ioannem Baptistam, 
sanctos Apostolos Petrum et Paulum, 
omnes Sanctos, (et vobis fratres/pater)

orare pro me ad Dominum Deum nostrum. Amen.

## Oração em Português
Fórmula longa
Eu, pecador, me confesso a Deus Todo-poderoso, 

à bem-aventurada sempre Virgem Maria, 
ao bem-aventurado São Miguel Arcanjo,
ao bem-aventurado São João Batista, 
aos santos Apóstolos São Pedro e São Paulo, 
a todos os santos, (e a vós irmãos/padre)
que pequei muitas vezes por pensamentos,
palavras e ações, 
por minha culpa 
(bate-se com a mão destra fechada uma vez no peito), 
minha culpa 
(bate-se segunda vez no peito), 
minha máxima culpa 
(em vez de uma, bate-se duas vezes seguidas no peito).
Portanto, peço e rogo à bem-aventurada sempre Virgem Maria, 
ao bem-aventurado São Miguel Arcanjo,
ao bem-aventurado São João Batista, 
aos santos Apóstolos São Pedro e São Paulo, 
a todos os santos, (e a vós irmãos/padre)

 que oreis por mim a Deus, Nosso Senhor. 

Fórmula Breve
Confesso a Deus Todo-Poderoso,

e a vós, irmãos,
que pequei muitas vezes
por pensamentos, palavras, atos e omissões,
por minha culpa, minha tão grande culpa,
E peço à Virgem Maria, 
aos anjos e santos
e a vós, irmãos,

que rogueis por mim a Deus Nosso Senhor.

## Significado e uso
Trata-se duma fórmula em que o penitente reconhece os seus pecados perante Deus e a Igreja, pedindo à Virgem Maria, a todos os santos e aos irmãos intercessão junto de Deus para que os seus pecados sejam perdoados.
É normalmente utilizada na celebração da Missa, no início, no momento chamado acto penitencial, destinado à purificação interior a fim de participar dignamente na celebração. Porém pode ser utilizada noutro tipo de celebrações e orações, bem como por qualquer fiel na oração pessoal, sempre que queira exprimir perante Deus o reconhecimento dos seus pecados.
Normalmente é acompanhada pelo gesto de bater no peito com a mão direita, às palavras por minha culpa, minha tão grande culpa.